# Acacías
Acacías è un comune della Colombia facente parte del dipartimento di Meta.
Il centro abitato venne fondato da Pablo Emilio Riveros e Juan Rozo Moreno nel 1920, mentre l'istituzione del comune è del 21 aprile 1947.